# Partit de la Independència Nacional de l'Azerbaidjan
El Partit de la Independència Nacional de l'Azerbaidjan (en àzeri: Ana Azərbaycan Milli Partiyası Istiqlal) és un partit polític centredreta azerbaidjanès.
El Partit de la Independència Nacional de l'Azerbaidjan va ser fundat el 1992 per Etibar Mammadov i és el seu cap. Internacionalment és membre de la Unió Internacional Demòcrata, una organització internacional centredreta de partits conservadors, demòcrates cristians i conservadors liberals

## Història
A les eleccions parlamentàries azerbaidjaneses de 2000 el partit va obtenir el 3,9% dels vots i 2 escons d'un total de 125 escons a l'Assemblea Nacional de la República de l'Azerbaidjan. El partit no va guanyar cap escons durant les eleccions següents.
A les eleccions presidencials azerbaidjaneses de 2003, el candidat presidencial del partit Etibar Mammadov va guanyar un 2,6% dels vots.